# His Royal Pants
His Royal Pants è un cortometraggio muto del 1914 diretto da Al Christie. Prodotto dalla Nestor e distribuito dalla Universal Film Manufacturing Company, aveva come interpreti Eddie Lyons, Lee Moran, John Steppling, Ramona Langley, Stella Adams e Beatrice Van.

## Trama
In visita a New York, Sua Altezza Reale Nibs di Bompad viene derubato dei suoi elaborati e preziosi pantaloni orientali. Il ladro, inseguito dal domestico del principe, cerca di sfuggirgli e, per liberarsi della refurtiva, la nasconde in una cassa che si trova davanti a un negozio di moda femminile. Il negoziante, spacchettando il contenuto della cassa, trova i pantaloni che lui prende per essere l'ultima moda parigina per le signore e li espone così come li ha trovati. Rutha e Silvia, due bellezze della società cittadina, decidono di aggiungere quei pantaloni principeschi alla loro collezione di abiti di alta moda. In negozio, le due si mettono a litigare per il prezioso e unico capo a disposizione. Rutha riesce a prenderli lei, con grande rabbia di Silvia. La vincitrice li indossa per recarsi a un ballo dove la sua entrata crea sensazione. Allo stesso ballo, interviene anche il principe di Bompad che è stato costretto a indossare una versione molto più modesta dei suoi pantaloni originali. Gli ospiti, tuttavia, notano la somiglianza del costume del principe con i pantaloni di Rutha. Il principe cerca di riprendersi il capo d'abbigliamento che gli è stato rubato ma incontra la resistenza sia di Rutha che di Silvia che fuggono via. Alla fine, le due ragazze cedono e, dalla finestra della casa di Rutha, dove si erano rifugiate, scendono gli agognati pantaloni insieme a una cascata di fiori che restituiscono finalmente il sorriso al principe orientale.

## Produzione
Il film fu prodotto dalla Nestor Film Company di David Horsley.

## Distribuzione
Distribuito dall'Universal Film Manufacturing Company, il film - un cortometraggio di una bobina - uscì nelle sale cinematografiche statunitensi il 13 febbraio 1914.